# Società Polisportiva Ars et Labor 1977-1978
Questa pagina raccoglie le informazioni riguardanti la Società Polisportiva Ars et Labor nelle competizioni ufficiali della stagione 1977-1978.

## Stagione
I nuovi vertici della società sanno far tesoro degli errori commessi e si affidano agli uomini giusti per risalire la china nella stagione 1977-1978. Come direttore sportivo viene chiamato Cesare Morselli, mentre alla guida della squadra torna Mario Caciagli. Il rinnovamento tecnico è mirato ed appropriato: rientra nei ranghi il portiere Roberto Renzi, vengono acquistati difensori di valore quali Antonio Perego e Danilo Ferrari, torna a vestire il biancazzurro per la terza volta l'attaccante Franco Pezzato.
Caciagli ha il merito di impostare come centravanti Mauro Gibellini, di valorizzare Tiziano Manfrin come rifinitore e di costruire una gioco spettacolare ed efficace. Pezzato segna 17 reti, Gibellini 15 e Manfrin 14. La SPAL vince il campionato con undici punti di vantaggio sulla Lucchese: il ritorno immediato in Serie B è la conseguenza di una stagione ben pianificata.
Nella Coppa Italia Semipro la SPAL si impone sulla Reggiana ed il Carpi, poi cede al Trento nei sedicesimi di finale della manifestazione.

## Rosa
| N. |                   | Ruolo | Calciatore        |
| -- | ----------------- | ----- | ----------------- |
|    | Italia (bandiera) | D     | Massimo Albiero   |
|    | Italia (bandiera) | C     | Francesco Bomben  |
|    | Italia (bandiera) | C     | Dario Dolci       |
|    | Italia (bandiera) | A     | Ferdinando Donati |
|    | Italia (bandiera) | C     | Lucio Fasolato    |
|    | Italia (bandiera) | D     | Danilo Ferrari    |
|    | Italia (bandiera) | A     | Mauro Gibellini   |
|    | Italia (bandiera) | D     | Costantino Idini  |
|    | Italia (bandiera) | D     | Franco Lievore    |
|    | Italia (bandiera) | C     | Tiziano Manfrin   |

| N. |                   | Ruolo | Calciatore          |
| -- | ----------------- | ----- | ------------------- |
|    | Italia (bandiera) | A     | Fabio Marchini      |
|    | Italia (bandiera) | A     | Sauro Massi         |
|    | Italia (bandiera) | P     | Giuseppe Meraviglia |
|    | Italia (bandiera) | C     | Fiorino Pepe        |
|    | Italia (bandiera) | D     | Antonio Perego      |
|    | Italia (bandiera) | A     | Franco Pezzato      |
|    | Italia (bandiera) | D     | Roberto Prini       |
|    | Italia (bandiera) | P     | Roberto Renzi       |
|    | Italia (bandiera) | C     | Massimo Tassara     |

## Risultati

### Serie C Girone B

#### Girone di andata
| Arbitro: | Lanese (Messina) |

|                           |           |  |
| Pezzato 14’ Gibellini 24’ | Marcatori |  |

| Livorno 18 settembre 1977 2ª giornata | Livorno           | 0 – 0 | SPAL | Stadio Comunale\| Arbitro: \| Parussini (Udine) \| |
| Arbitro:                              | Parussini (Udine) |       |      |                                                    |

| Arbitro: | Lanzafame (Taranto) |

|                           |           |  |
| Gibellini 10’ Manfrin 52’ | Marcatori |  |

| Arbitro: | Artico (Padova) |

|  |           |                                    |
|  | Marcatori | 32’ Fasolato 34’ Manfrin 83’ Massi |

| Arbitro: | Gazzari (Macerata) |

|             |           |               |
| Malpeli 29’ | Marcatori | 25’ Gibellini |

| Arbitro: | Colasanti (Roma) |

|                                        |           |            |
| Pezzato 10’, 18’, 55’, 78’ Manfrin 58’ | Marcatori | 87’ Guasti |

| Arbitro: | Simini (Torino) |

|                               |           |  |
| Nobile 65’ Novelli 90’ (rig.) | Marcatori |  |

| Arbitro: | Migliore (Salerno) |

|              |           |  |
| Marchini 48’ | Marcatori |  |

| Arbitro: | Foschi (Forlì) |

|             |           |  |
| Bagatti 22’ | Marcatori |  |

| Arbitro: | Governa (Alessandria) |

|                                |           |              |
| Gibellini 44’ Pezzato 46’, 66’ | Marcatori | 59’ Marchini |

| Arbitro: | Agate (Torino) |

|                                     |           |  |
| Manfrin 38’ Gibellini 49’, 69’, 79’ | Marcatori |  |

| Arbitro: | Parussini (Udine) |

|               |           |                             |
| Pulitelli 52’ | Marcatori | 8’, 64’ Pezzato 61’ Manfrin |

| Arbitro: | Stillacci (Torino) |

|                                                                              |           |  |
| Del Nero 16’ (aut.) Gibellini 53’, 86’ Giagnoni 55’ (aut.) Fasolato 56’, 60’ | Marcatori |  |

| Arbitro: | Lanzetti (Viterbo) |

|              |           |           |
| Di Prete 31’ | Marcatori | 51’ Idini |

| Arbitro: | Colasanti (Roma) |

|                         |           |  |
| Lievore 47’ Manfrin 54’ | Marcatori |  |

| Arbitro: | Lanese (Messina) |

|            |           |  |
| Marino 60’ | Marcatori |  |

| Arbitro: | Lanzafame (Taranto) |

|                                      |           |             |
| Perego 13’ Gibellini 21’ Manfrin 45’ | Marcatori | 70’ Rabitti |

| Arbitro: | Governa (Alessandria) |

|  |           |             |
|  | Marcatori | 11’ Ferrari |

| Arbitro: | Altobelli (Roma) |

|             |           |  |
| Pezzato 53’ | Marcatori |  |

#### Girone di ritorno
| Arbitro: | Simini (Torino) |

|                                  |           |                              |
| Donati II° 42’ (rig.) Zobbio 90’ | Marcatori | 3’ Perego 65’ (rig.) Manfrin |

| Arbitro: | Panzino (Catanzaro) |

|                           |           |           |
| Gibellini 44’ Pezzato 82’ | Marcatori | 66’ Rakar |

| Arbitro: | Artico (Padova) |

|                |           |             |
| Redeghieri 50’ | Marcatori | 65’ Pezzato |

| Arbitro: | Baldi (Roma) |

|               |           |  |
| Gibellini 22’ | Marcatori |  |

| Arbitro: | Manfredini (Pavia) |

|                         |           |  |
| Idini 55’ Gibellini 64’ | Marcatori |  |

| Arbitro: | Parussini (Udine) |

|                        |           |              |
| Torrisi 42’ Guasti 74’ | Marcatori | 76’ Marchini |

| Arbitro: | D'Elia (Salerno) |

|                       |           |                        |
| Manfrin 63’ Idini 83’ | Marcatori | 19’ D'Urso 21’ Novelli |

| Arbitro: | Lanzafame (Taranto) |

|               |           |                                                           |
| Pazzaglia 87’ | Marcatori | 11’ Pezzato 51’ (aut.) Giovanardi 70’ Lievore 83’ Manfrin |

| Arbitro: | Facchin (Udine) |

|             |           |              |
| Pezzato 23’ | Marcatori | 88’ Vaccario |

| Arbitro: | Paparesta (Bari) |

|  |           |             |
|  | Marcatori | 83’ Manfrin |

| Arbitro: | Colasanti (Roma) |

|                       |           |            |
| Maniscalco 57’ (rig.) | Marcatori | 9’ Tassara |

| Arbitro: | Savalli (Trapani) |

|            |           |  |
| Perego 43’ | Marcatori |  |

| Arbitro: | Magni (Bergamo) |

|                |           |             |
| Domenghini 70’ | Marcatori | 50’ Manfrin |

| Arbitro: | Simini (Torino) |

|                           |           |  |
| Ferrari 42’ Gibellini 74’ | Marcatori |  |

| Arbitro: | Governa (Alessandria) |

|            |           |                                 |
| Marini 18’ | Marcatori | 35’ Gibellini 80’ (aut.) Marini |

| Arbitro: | Mondoni (Milano) |

|                    |           |              |
| Manfrin 57’ (rig.) | Marcatori | 2’ D'Ottavio |

| Arbitro: | Panzino (Catanzaro) |

|  |           |             |
|  | Marcatori | 80’ Pezzato |

| Arbitro: | Casella (Voghera) |

|                                     |           |               |
| Manfrin 16’ Ferrari 59’ Pezzato 75’ | Marcatori | 42’ Mugianesi |

| Arbitro: | Lanzetti (Viterbo) |

|  |           |                      |
|  | Marcatori | 7’ Pezzato 89’ Idini |

### Coppa Italia Semipro

#### 12º Girone
| Arbitro: | Testa (Prato) |

|          |           |             |
| Neri 87’ | Marcatori | 76’ Pezzato |

| Arbitro: | Basile (Siracusa) |

|  |           |             |
|  | Marcatori | 52’ Manfrin |

| Arbitro: | Ponzano (Alessandria) |

|                       |           |               |
| Pezzato 23’ Massi 68’ | Marcatori | 90’ Gasperini |

| Arbitro: | Sguizzato (Verona) |

|           |           |             |
| Petta 18’ | Marcatori | 66’ Nissoli |

#### Sedicesimi di finale
| Arbitro: | Magni (Bergamo) |

|  |           |               |
|  | Marcatori | 10’ Andreatta |

| Arbitro: | Casella (Voghera) |

|              |           |             |
| Ballarin 75’ | Marcatori | 27’ Manfrin |